# TLR9
TLR9はToll様受容体9番 (Toll-like receptor 9) の略称。TLR9は細菌、ウイルス由来の非メチル化CpG DNAを認識し、細菌、ウイルスからの防御で働く自然免疫系分子の一つ。

## TLR9のリガンド
TLR9のリガンドは非メチル化CpG DNAである。CpGとはシトシンとグアニンがホスホジエステル結合により結びついた配列であり、これらば哺乳類ではCpGアイランドと呼ばれる領域に豊富な配列である。ただし哺乳類ではCpGがメチル化修飾を受けており、TLR9のリガンドとはならない。細菌やウイルスのDNAは非メチル化CpG DNAを有し、TLR9のリガンドとなる。合成ODNも同様に非メチル化CpG DNAであればTLR9受容体を介してシグナルが入る。
CpG DNAにはA/D型およびB/K型、C型が存在する。

## タンパク質の機能
TLR9はエンドソーム内に局在し、DNAウイルスに存在するメチル化されていないCpG残基を認識することで、I型インターフェロンを産出し、ウイルスに対抗することができる。そのため、TLR9を欠損している形質細胞様樹状細胞はヘルペスウイルスに対しI型インターフェロンを作ることができない。
TLR9のリガンドであるCpGの刺激により、まず樹状細胞がIL-15を作る。その後IL-12を作り始めるのだが、先に分泌されたIL-15によりcDC上のCD40とpDC上のCD40リガンド（CD40LまたはCD154ともいう）の発現を誘導し、樹状細胞（cDC）からのIL-12の産出を持続させる。IL-12は細菌に対して効果的に働くCD4T細胞を誘導する。

## 自己寛容破綻との関連
非メチル化CpGは病原体関連分子に特徴的なものであるが、自己分子にも多少存在している。特にアポトーシスを起こす場合には哺乳類細胞でも増加するので、過剰な細胞死などでアポトーシスした細胞断片の処理が間に合わないような場合には、CpGを認識するB細胞がB細胞受容体（BCR）を介して非メチル化CpGを取り込みTLR9と結合して補助刺激が入るので、自己反応性のB細胞を活性化させてしまう恐れがある。こうなると、活性化したB細胞は自己抗体の産生へと向かうとともに抗原提示細胞として自己反応性T細胞を活性化させてしまう。